# 背すじをピン!と〜鹿高競技ダンス部へようこそ〜
『背すじをピン!と〜鹿高競技ダンス部へようこそ〜』（せすじをピン!と〜しかこうきょうぎダンスぶへようこそ〜）は、横田卓馬による日本の漫画。『週刊少年ジャンプ』（集英社）において、2015年24号から2017年11号まで連載された。第2回次にくるマンガ大賞コミックス部門1位。

## 作風
プロトタイプというべき読み切りが2011年に発表されており、実に約4年越しでの連載開始となった。タイトルの略称に「背すピン」「すじピン」などがある。話数のカウントは、『STEP.（ステップ）』。
高校進学と共に競技ダンス部へ入部した主人公が、同級生のヒロインや個性豊かな先輩・ライバル達と織り成す青春部活ストーリー。作中では競技ダンスのルール・用語が分かりやすく詳細に解説されている。加えて、主人公とヒロインは特別な才能があるわけでもない全くのダンス初心者として描かれているため、競技ダンスをよく知らない読者が二人の目線に合わせ易い構成になっている。なお、他作品のパロディやメタフィクション的な台詞が時折出てくるのも特徴。『（部門によっては）衣装が大胆』『同年齢の男女が密着する』という特性の競技ダンスをテーマとしている故、しばしば過激なシーンも登場する。
鹿鳴館高校は静岡県立高と明記されており、他にも横田の出身地である浜松市が舞台であることを示唆する描写が随所に存在している（県レベルの競技会が新幹線で行く三島である、市内の大会の会場として浜北グリーンアリーナらしき建物が登場する、東京での全国大会にて観客のセリフの中に「浜松かどこかの競技会」という言葉がある、等）。
『背すじをピン!と』というタイトルは横田曰く、担当編集者がいくつか案を挙げた中から「絶妙にダサかったもの」を選んだと単行本一巻にて述べている。

## あらすじ
季節は春、鹿鳴館高校では新入生歓迎を兼ねた部活紹介が行われていた。その中でも特に注目を集めたのは競技ダンス部のパフォーマンスであった。新入生の土屋雅春は友人に釣られ、美人な先輩とのボディタッチというラッキースケベ目的で競技ダンス部の体験入部へと向かうことになる。既に部室前には同じ目的の多くの男子生徒が集まっていたが、そこに現れた競技ダンス部部長の土井垣真澄に脅かされて、捕まった土屋を残し全員が逃げ出してしまう。残された土屋は、体験入部を受けに来た新入生の中で唯一の女子である亘理英里と共に、土井垣と副部長の綾辻理央に迎えられて競技ダンスの世界へ足を踏み入れることになった。
カップルを組んだ土屋と亘理は、先輩部員の八巻章と椿秋子による指導や、同年代の実力派ダンサー・御木清斗＆ターニャとの出会いを経て、入部一ヶ月にして三島での初試合に臨む。しかし亘理が極度の緊張で演技中に動けなくなってしまい、一次予選敗退に終わる。周りとの格の違いを味合わされながらもさらに頑張ると誓う二人。続く文化祭では、デモンストレーションとして全校生徒の前で踊ることになり、「見る人も一緒に楽しめるダンスを」とスタンダード部門のクイックステップの練習に励む。クラスの出し物の準備の際、二人はダンス部に入った理由をそれぞれ話し、その中で亘理は小学生時の辛い思い出を告白する。本番当日、緊張を何とか抑えてステージに向かおうとした亘理だが、偶然他校の生徒がダンス部の衣装を冷やかす発言をしたのを耳にしてしまう。集合の時間になっても姿を見せない亘理を、一人で捜しに行く土屋。どうにか亘理を見つけるも涙ながらに謝るしかできない彼女に、土屋は自分も実は小学生時に似たような経験をしていたが亘理のおかげで気にしなくなることが出来たと明かし、今度は自分が支える番だと励ます。クラスメイトの協力でステージに戻った二人は歓声の中踊りきった。
六月に入り、文化祭の土屋と亘理のダンスに感動して一年生の藤田ひらりが新たに入部する。土屋たちは夏の全国大会、“オールジャパン・ジュニアダンススポーツカップ”の前哨戦として市内の競技会に出場し、御木＆ターニャや土井垣のライバル・金龍院貴正が率いるゴールドダンススタジオの面々と戦う。土屋はゴールドダンススタジオ所属の宮大工勇太に、背も低く才能もないのに何故ダンスをやっているのかと問われ、そこへ割って入った御木によって本人の意思抜きで宮大工との間に不穏な空気を作り出されてしまう。一方、土井垣に勝つことに執着する八巻は、ラテン部門で格闘技を取り入れた型破りな演技を披露し観客の注目を集める作戦に出るが、パートナーの秋子が転倒したのを助けようとしたことで瞼を負傷してしまい、演技も結局審査員には高評価されず納得のいかない成績で終わってしまう。そして土屋＆亘理はスタンダード部門一次予選でバテバテになりつつ四種目を何とか踊りきり、一次予選を突破して前回の雪辱を果たした。宮大工はそんな二人の様子を見て、ダンスを「楽しい」と思う本来の気持ちに気づかされる。
全国大会が間近に迫り、土井垣は夏合宿を決行する。ひらりはスタンダード部門で八巻とペアを組むことが決まる。土井垣の姉である葉澄・リンデンベルクが指導に加わり、過酷なレッスンが進む。合宿の半分が過ぎた夜、理央は体力や才能の違いを理由に次の全国大会で幼少期より続いたペアを解消したいと思っていることを土井垣に告白し、土井垣は釈然とせずともそれを受け入れる。
学生チャンピオンの咲本譲治＆永島沙羅ペアや、人気アイドルの花園亮と御木恵美もテレビの企画で出場し役者揃いの中、全国大会は幕を開ける。理央の心は迷い続け、最後くらいは優勝して終わりたいと土井垣に意思表示する。また土屋と亘理は手堅くスタンダード一次予選を突破し、二次予選のクイックステップでは合宿で生み出したオリジナル振り付け（必殺技）の「つちわたブースト」を繰り出し、王者の咲本すら唖然とさせるなど善戦するが、前会と同じくそこで敗退してしまい、土屋は初めて心から悔しさを実感する。そして土井垣ペアはスタンダード決勝へ進み、演技の直前になって、今回優勝したら解消の件を考え直してほしいと理央に求む土井垣。その結果、見事咲本ペアを抜いて優勝を果たし、競技ダンス部の面々は一様に感涙する。続いてラテン部門。以前の失敗を心で引きずったままの八巻＆秋子は、未だ完全に一枚岩になりきれないながら奮闘を見せる。しかし咲本には及ばず、「勝つチャンスは今日しかなかった」と悔しさを滲ませる八巻に、咲本は「（ダンスは高校までで）こちら側（プロ）には来ないのか」と尋ねる。かくして全国大会は閉幕し、土屋と亘理は興奮冷めやらずに、帰りの新幹線内で次の競技会に向けての思案に暮れるのだった。
それから二年後、土井垣と理央は海外進出を果たし八巻と秋子は上京してプロ一年目に突入する。鹿鳴館高校の競技ダンス部には三年生となった土屋、亘理、ひらりが懸命に後輩たちを指導する姿があった。

## 登場人物
〇はスタンダードダンサー、☆はラテンダンサー、◎は10（テン）ダンサーを表す。

### 鹿鳴館高校競技ダンス部
土屋 雅春（つちや まさはる）：〇
本作の主人公。亘理のリーダー。クラスは一年六組。通称「つっちー」。身長も体力も低く、若干お調子者のどこにでもいるような少年。いわゆる三白眼で、顔が大きい（秋子曰く、「なんかのゆるキャラみたい」）。家族構成は父、母の三人暮らし。亘理とのペアでの得意種目は、クイックステップ。一人称は「僕」。
緊張すると手汗をかいてしまう体質であり、そのことを小学生の時に好きだった女子から笑われたことで女子が少し苦手になってしまった。
部活紹介で競技ダンス部に魅入られ、更に友人からよこしまな誘いを受けたことから、体験入部で競技ダンス部を訪問した際、ダンスのデモンストレーションの実験台として部長の土井垣に捕まり、他の男子生徒が逃げる中ただ一人逃げられず成行きで体験入部する事になる。最初は冷やかし半分であり、体験入部を経た後も自分にはダンスなんて似合わないしとても無理だと入部を躊躇っていたが、同じ日に体験入部に来た亘理に感化されて熱意が芽生え、競技ダンス部員となった。
うぬぼれやすいのか自身の成長を実感すると、「土屋・○○・雅春」の形で妙な二つ名を名乗りたがる癖がある（例：ブルースを取得した⇒土屋・ブルース・雅春、筋肉がついた⇒土屋・マッスル・雅春、他）。基本的に気弱ではあるが、緊張から動けなくなった亘理を励まし支える等、いざという時には奮起できる強さも持ち合わせている。また少年漫画の影響を受けているような言動や考え方を見せることがある（作中では少年漫画脳と評されている。）。
初試合では緊張で動けなくなった亘理をカバーしきれず、一次予選で敗退するも、その後の文化祭での演技を通して亘理との距離が縮まったこともあり、次の大会では悲願の一次予選通過を果たす（が、二次予選で並み居る強豪と同じヒートになってしまい敗退した。）。続いての全国大会においては精神的な余裕も生まれ、演技中に他の競技者の動きをはっきりと視認できる（その際本人は「ゾーンに入った」のだと自負していた）という、確実な上達を見せ始めるも結果的には前回と同じ二次予選で敗退し、入部して初めて「負けた悔しさ」を痛感。まだまだ努力して、いつかライバル達に追いつくことを誓う。
2年後編では八巻の後を継いで部長を務めているが、間の抜けた言動をとりがちなためあまり部長としての威厳はなく、部員からは「小市民感ハンパない」等と言われる事もあるが常に部員たちの傍に寄り添い支えることから信頼もされている。戦績は地方の小さい大会なら決勝戦に残れる程度（最後の全国大会の戦績は不明）であったが、宮大工曰く「試合毎に毎回驚かせてくれるカップル」であったという。なお、2年後編以前にも番外編において自身の夢の中で、身長が伸び顔も凛々しくなった高校三年の姿で登場したことがある。実際の2年後編では、顔だちは高一時点に近い感じに変更されている。
人気投票では2位。
亘理 英里（わたり えり）：〇
本作のヒロインで土屋のパートナー。クラスは一年四組。通称「わたりさん」「わたりちゃん」「わたりん」など。律儀で大人しい性格の、どこにでもいるような少女。身長は土屋よりも低い。基本的にいつも笑顔で、よく「えへへえへ」と笑う。土屋とのペアでの得意種目は、クイックステップ。
小学生の頃は活発だったが、好意を寄せていた男子生徒に告白しようとした際、その相手から心ない言葉を受けた事が原因で自分に自信が持てなくなってしまった。高校入学を契機に自分を変えたいと考えて体験入部期間初日に競技ダンス部を訪れ、そこで出会った土屋とカップルを組むことになる。
学業成績は優秀であり、夜の公園で一人でワルツの練習をするなど影の努力家。土屋にはその面を尊敬されている。パンダが好きらしく、文化祭では「パンダ喫茶」なるものを提案した。土屋とは自宅の最寄り駅も同じで、比較的近距離に住んでいる様子。
ダンスを始めた当初は重圧から競技会で動けなくなってしまったり、文化祭のパフォーマンスではふとしたことから自信を失い、逃げ出しかけてしまったりする事もあったが、土屋の励ましで克服していき、全国大会の時点では逆に彼を試合前に落ち着かせられるまでに精神的成長を遂げた。さらに土屋曰くゾーンに入ったともいえる境地に到達するが、それは二人が基礎を積み上げたために余分な力が抜けたからだとした。
土屋に対しては、時折間の抜けた行動をとったさいに「この人、大丈夫なのか?」と思う事はあるが、自分を励まし支えてくれた事で、感謝し信頼もしている。
2年後編では、秋子の後を継いで副部長を務めていて、部長としては少々頼りない土屋をしっかりフォローしている。彼女も、2年後編以前に番外編において土屋の夢の中で、身長が伸びスタイルも発達した高校三年の姿で登場したことがある。実際の2年後編にも、胸の大きさ以外は概ねこのデザインが受け継がれた。
人気投票では1位。
土井垣 真澄（どいがき ますみ）：◎
三年生で部長を務める、理央のリーダー。高校入学後、理央と二人で一から競技ダンス部を創部した。
筋肉質の巨体とアフロヘアーに分厚い唇と、とても高校生には見えないルックスとガタイでありながらおネエ言葉で話す。六人姉弟の末っ子で、5人の姉達の影響でオネエ言葉になったと単行本2巻の番外編1で語られている。その外見や口調は、スケベ目的で体験入部に来た初対面の男子を全員退散させるほど強烈（何故か女子にはウケが良かった）。本人は、「自分はオネエじゃない」と主張している。巨体故にサイズに合う学生服がなく、常にダンス用のシャツを着て登校している。また後輩である土屋と八巻に対して、二人が生意気な態度をとった際は、ほぼ決まって高圧的に戒める（八巻に至ってはコブラツイストをかけることも）。
実家は母親が店主をしているダンス衣装の専門店。幼少の頃からダンスを踊っており、その腕前も然ることながら試合中における圧倒的存在感も相俟って全国の高校生の中でもトップクラスに君臨し、咲本や金龍院と並んで「黄金世代」と称される。加えて、部長としての適確な指導能力も備えている。
卒業後はプロのダンサーを志望している。理央とは4歳の頃にペアを組んでから現在まで共に踊り続けており、パートナーとして全幅の信頼を寄せていたようだが、それ故に彼女の心境の変化に気づいておらず、合宿にてカップル解消を頼まれる。一度は承諾するものの、全国大会スタンダード決勝で、これで優勝したら考え直してほしいと理央に求める。そして見事ライバルの咲本から王者の座を勝ち取って優勝し、カップル解消は撤回された。
2年後編では、理央とともにプロダンサーとして海外でも活躍している。
人気投票では5位。
綾辻 理央（あやつじ りお）：◎
三年生で副部長を務める、土井垣のパートナー。後輩からは「リオ先輩」と呼ばれる。
スタイルが良く容姿端麗であり、部活紹介では華麗なダンスを披露して新入生を魅了した。優しく後輩思いで、包容力のある性格。一方で自己主張はやや苦手で、土井垣とは全国大会の決勝までは一度も喧嘩をしたことがなかった。普段は眼鏡をかけているがダンスの時はコンタクトレンズを使用。
土井垣とは幼馴染みで、「真澄くん」「リオ」と呼び合う。裕福な家庭の出であり、4歳の時にとあるパーティーで真澄と出会い、その時からダンスを始めている。彼には部内での立場上敬語で接するが、二人きりの場ではくだけた話し方をすることもある。
実は真澄との間に力量差が生じていると年々感じており、自身を真澄（及び八巻や宮大工などの後輩）のような才能のある人間とは違う「普通の人」とし、プロの世界で戦っていくことは出来ないと考え、夏の全国大会を最後にカップルを解消させて欲しいと合宿で真澄に告白した。卒業後は大学進学を考えているが、ダンス自体は趣味の範囲で続けるつもりだという。そして全国大会本番では、自らの性格でいつの間にか自己評価を低くしてしまっていたと再確認し、最後の競技会くらいチャンピオンの咲本＆沙羅ペアに勝ちたいと真澄に意思表示する。しかしスタンダードの決勝直前になって、優勝したらもう一度考え直すことを求められる。この結果、咲本ペアを初めて破って優勝を果たし、カップル存続を受け入れる。
2年後編では、真澄とともにプロダンサーとして海外でも活躍している。
人気投票では8位。
八巻 章（やまき しょう）：☆→◎
二年生部員。秋子とラテンダンスでペアを組むリーダー。後にスタンダードダンスでひらりともペアを組む。
イケメンだが口が悪く、女子に見境がないいわゆる「たらし」。また秋子と共に進級ギリギリで補習を受けるために部活を休んだりと、成績も悪い。実は土屋同様スケベ目的の入部だったのだが、前年の入部直後にダンス未経験の状態からスタンダード部門の5種目を2週間で全て覚える程ダンスの才能は高い。何だかんだ後輩への面倒見も良く、（秋子以外の）女子には優しく人気がある。
格好つけしいな自信家であり、土井垣が卒業する前に土井垣や学生チャンプの咲本も倒し、自分がラテン部門を制するという野望を抱いている（理由は「そうなればカッコいいから」）。全国大会の前哨戦では、その気持ちが優先するあまり奇抜な演技で挑むものの、秋子が転倒した勢いで瞼を負傷してしまう。葉澄からはリード＆フォローが足りなかった故でのミスだと評され、合宿の間中、秋子とペアルックで過ごす羽目になった。合宿にて今後ひらりのリーダーを務めるよう土井垣に指示を受け初めは戸惑ったものの、「土井垣、咲本は10ダンサーなので片方（ラテン部門）だけでは勝ったと言えない」ということで了承した。土井垣のダンス部引退後は部長を務めた。
現在は金髪だが染めているだけで、一年時は黒髪だった。
2年後編では、タツ小竹に見い出され彼のダンス教室の講師として生計を立てる傍ら、プロダンサーとしての道を歩み始めた。なお、プロではラテン部門に絞っている模様。初の海外選抜選考会では事前の準備不足や他の選手を甘く見ていたこと等もあり、二次予選で敗退（ラテン部門での予選敗退は、作中では初）、秋子ともども挫折を味わうことになった。試合後、心構えの甘さをタツ小竹に厳しく叱責されつつも再起を誓う。
人気投票では9位。その際に誤植で読みを「あきら」とされていた。
椿 秋子（つばき あきこ）：☆
二年生部員。八巻とラテンダンスでペアを組むパートナー。他部員からは基本的に下の名前で呼ばれている。
理央と同じく美人でスタイルも良いが、気が短く手が出やすい上に遠慮なく物を言うタイプ。八巻とは頻繁に喧嘩をしており、本気の力ではないが蹴りをよく見舞う。これは彼との初対面で、それが素だとは知らずに「変態みたいな目つきで見ないでほしい」と言ったのを根に持たれているのが大きな原因。しかしダンスの才能は八巻同様高く、直前まで喧嘩していても踊る時の息はピッタリである。葉澄からは互いのことにもっと関心を持つようにと、リード＆フォローの練習の一環として合宿では八巻とペアルックで特訓することになった。また八巻と違い、「勝ち」にはそこまでこだわっておらず、互いの溝がなかなか埋まらない理由となっている。
亘理やひらりのことは妹のように気遣っている。かなりの楽天家であり羞恥心が薄く、試合時にはラテンダンスらしい露出の多い衣装を好む。一方でいざとなると涙脆い一面もある。
実家は空手の道場。学生チャンピオンの咲本に強く憧れており、テレビで咲本のダンスを見たことが部活に入るきっかけとなった。理央のダンス部引退後は副部長を務めた。
2年後編では、八巻とともにタツ小竹のダンス教室講師として生計を立てる傍ら、プロダンサーとしての道を歩み始めた。
人気投票では10位。
藤田 ひらり（ふじた ひらり）：〇→☆
亘理と同じ一年四組の女子。土屋よりも身長が高く、亘理や先輩二人とは対照的に中肉中背なスタイルが特徴。二日目の体験入部に参加したものの（土井垣と理央には顔を覚えられていた）、周りに流されその時は入部しなかったが、文化祭で披露された土屋と亘理のダンスに惹かれ中途入部した。通称「ひらりん（ちゃん）」。中学時代は卓球部だった。
底抜けに明るく賑やかな性格で部のムードメーカーとなるが、自分の名前には少々コンプレックスがあるらしい。専属でペアを組める男子部員がいないため、入部してしばらくは「解説ポジション」であったが、真澄の指示によりスタンダードダンスでの八巻のパートナーとなり、以後は彼を「パイセン」で呼ぶようになる。土屋と亘理の仲を応援しているような節もあり、ナヨナヨした土屋の言動にいらだつことも。
全国大会では初試合で超大舞台ということもあり、普段とは打って変わってガチガチに緊張するも、八巻にカバーされつつ一次予選を突破。二次予選では体力的にも限界となって敗退し、涙ながら八巻に謝罪しようとしたが、「次はリベンジ。これからも付き合ってもらう」と慰められる。
2年後編では、後輩の御門とのペアでラテンダンスに転向した。部のムードメーカーとしての役割は健在。
土屋たちの世代までの部員の中では、唯一連載版からの追加キャラであり、読み切り版には登場しない。
御門 盾継（みかど たてつぐ）：◎
2年後編のみに登場するキャラで、土屋たちの1学年下（2年後編時点で二年生）。ラテンダンスでひらりとペアを組む。最終回では、スタンダードダンスで後輩の朝木とも急遽ペアを組む。
大柄で強面な外見の持ち主。後輩には厳しく当たることもあるが、ひらりには頭が上がらない。当時の部長であった八巻を尊敬している。が、土屋にもきちんと敬意を表したり後輩の面倒見もよさそうな真面目な一面も。
なお、後輩キャラで競技中の描写があるのは彼と朝木のみ。
井草 泰樹/高橋 蛍（いぐさ やすゆき/たかはし けい）：〇
2年後編のみに登場するキャラで、土屋たちの1学年下（2年後編時点で二年生）。スタンダードダンスでペアを組む。
河合 達仁/神原 光/大内 俊/伊藤 春奈/朝木 華（かわい たつひと/かんばら ひかる/おおうち しゅん/いとう はるな/あさき はな）：〇
2年後編のみに登場するキャラで、土屋たちの2学年下（2年後編時点で一年生）。河合と神原、大内と伊藤、朝木は先輩の御門とペアを組む。5人とも、スタンダードダンスで出場する。なお、女子3人は、2年後編以前にも番外編において土屋の夢の中で登場している。

### 鹿鳴館高校教員・生徒
巨勢 みちる（こせ みちる）
競技ダンス部顧問を務める女性教諭で、土屋の副担任でもある。25歳。既婚（旧姓、志村）。部員たちからは親しみをこめて「みちるちゃん先生」と呼ばれているが、本人はあまり気に入っていない様子。
ダンスに関しては全く分からず、「何もしなくていいから」と真澄に言われて顧問を引き受けた。そのためダンスの事は彼らに任せっきりである。面倒くさがりな性格の反面、顧問としての仕事はしっかり務め部活を支えている。
作者が2012年に週刊少年ジャンプ誌上で短期連載した別作品『こがねいろ』のスピンオフキャラ。
環 千佳音（たまき ちかね）
亘理のクラスメイトの女子生徒で、亘理とは小学生からの親友。金髪にジト目、常に無表情という容貌から土屋には「怖い」と思われている。実際には友達思いな性格であり、競技ダンス部二日目の体験入部にも亘理のつきあいで顔を出している他、亘理が自信を持てなくなった原因も知っている（件の男子生徒をその場で殴りつけた）。競技ダンスをきっかけに少しずつ亘理が変わっていく事を喜び、土屋にも感謝している。文化祭以降は本編での出番は無くなり、表紙や番外編にたびたび登場するのみとなっている。
本城/藤本（ほんじょう/ふじもと）
土屋の友人の男子生徒。ラッキースケベ目的で競技ダンス部初日の体験入部に土屋と3人で訪れるも、真澄を見て土屋を置き去りに逃げ出してしまった（翌日、謝罪している。）。結果的に土屋がダンスを始めるきっかけを作った。文化祭でも彼と亘理のパフォーマンスのために一役買う場面がある。それ以降はほとんど出番がないが、単行本7巻の番外編で合宿から帰ったばかりの土屋にラッキースケベや水着イベントは起きなかったかとLINEで尋ね、土屋から「相変わらずな奴らだ」と呆れられる。
塚橋 威一郎（つかはし いいちろう）
八巻たちのクラスメイトで、軽音楽部所属。土井垣と同い年だが、学生生活の大半を部活に注いだことで留年している。協力を求める者には「音に命（タマ）を懸けているか」が条件と豪語するが、その定義は曖昧であった。土屋たちが3年生になった時点でも教室でギターを弾いている描写があり、相変わらず留年は続いている様子。
高田（たかだ）
眼鏡をかけた男性教諭。みちるの学生時代にも在職していたベテラン。競技ダンス部の生徒前での大胆なパフォーマンスを快く思っていない部分があり、顧問のみちるに自主規制させるよう促している。しかし、それはつまらないケチがついて出禁になれば可哀想だという考えによるもので、部員達のパフォーマンス自体や努力は認めている。

### 同世代の強敵
土屋たちと同じユース世代のダンス競技者。

#### 咲本ダンススクール
土井垣と理央も中学まで所属していたが、高校で競技ダンス部を創るために離れた。
御木 清斗（みき きよと）：〇
高校一年生。体格は土屋と同じ程度の小柄な少年だが、元ジュニアチャンプの経歴を持つ実力者。ターニャのリーダー。ダンスを始めたのは小学生から。元々は姉とペアを組んでいたが、アイドルになるからという理由で突然姉にペアを解消されてしまい、その後ターニャとペアを組むことになった。
聡明な雰囲気の美少年で、社交性にも富む。土井垣の店に衣装を見に来ていた際に土屋・亘理と出会い、以後二人の良き親友兼ライバルとなる。同い年の彼らをとても気に入っており、部活という環境でダンスを習えることを羨ましいと語る。相方のターニャを「可愛い」と評し、好意を寄せているような描写もある。当初は彼女の話すロシア語をほとんど理解できず、表情や手振りなどで何とかコミュニケーションをとっている状態だったが、その後少しずつロシア語を覚え始め、長文でなければ聞き取れて話せるようになった。
試合中につい周りを気にしてしまう癖があり本人も自覚しているが、心では「もっとダンスに真摯でありたい」と強く思っている。ユースに入って以降は他のペアに押され気味になり、一度も優勝出来ていないことに内心焦りを感じている。小柄な体型を生かした運動量の多い演技が得意。
2年後編では、高一の全国大会後、ターニャと共にロシアにダンス留学へ行っていたことが明かされた。背は土屋以上に伸び、ロシア語も流暢に話せるようになった。
人気投票では7位。
タチアナ・クリロワ：〇
高校一年生。御木のパートナー。ロシア人の女の子。通称「ターニャ」。御木と同じ高校に通っている。
初対面の亘理が「きれい」と思ってしまう程の美少女だが、かなりの人見知りで他人にはなかなか心を開かない。御木のパートナーを務めるだけあり、ダンスはかなりの腕前。カップルを組んだのは半年ほど前で、親の知り合いの子供同士という関係である。タチアナもまた、御木に恋愛感情を抱いているような節がある。
ダンスのために来日したものの、あまり日本の風土に馴染めていないらしく、日本語も全くと言ってよいほど話せない。そのため当初は御木とのコミュニケーションに苦労していたが、御木が少しずつロシア語を覚え始めたことで改善されていった。
成果が出ずに悔しがる御木を励ますなど関係は至って良好だが、日本に馴染めていない故に何かと御木に頼りきっている所があり、日本語を話せないのもそのせいで覚える努力をしてこなかったというのが理由にある。亘理と初めて会った際、タチアナに亘理がつたないながらもロシア語で挨拶した事がきっかけで、御木ほどではないが亘理には心を開いている。
2年後編では背が伸び、日本語も話せるようになった。
人気投票では3位。
咲本 譲治（さきもと じょうじ）：◎
高校三年生。沙羅のリーダー。学生チャンピオンの肩書きを持つ超実力者。
土井垣に負けず劣らずのガタイと、常に笑みを浮かべている凛々しくも濃い顔立ちが特徴。秋子には赤面して直視出来ないほど憧れられている。
その本質は何よりもダンスを楽しむことを第一に考え、ずば抜けた感性と表現力、瞬発力で変幻自在に新たなルーティンを組み立ててしまう生粋のエンターテイナーであり、恵美によれば「周りを煽るのが上手く、結果他の選手は妙にハイになって冷静さを欠き自滅する」。さらに敵のペアのルーティンを一度見ただけで完璧にコピーしたり、それをより昇華させたものにアレンジしてしまうなど、まさにダンスにかけては天才というべき資質を持つ。国内では負け知らずだったが、高三の夏の全国大会で、ライバルの土井垣に初めて優勝を受け渡す。ラテン部門では優勝を収めるとともに、八巻にプロとしての道を比喩的に提示した。
良くも悪くも常にマイペースで、パートナーの沙羅とは長くカップルを組んでいるが、喧嘩が多い上に沙羅の個人的な理由で大会に出場出来ないなどしており、土井垣からは「締まらない」と言われている。また、その性分から本来やらなくてもいいパフォーマンスを行うため、一次予選で減点されるケースも多々あり、その都度審査員の悪口を言うなど大人げないところもある。
2年後編では、沙羅とのペアでプロとして世界でも活躍している。
永島 沙羅（ながしま さら）：◎
高校三年生。咲本のパートナー。
険しそうな表情をほとんど崩さない、気性の激しい強気な女性。咲本からの信頼は厚いが沙羅自身はそのマイペース振りにいつもイラつかされ、喧嘩も絶えない一方、咲本の変幻自在なルーティンをフォローできるのは自分しかいないと語るなど、抜群のコンビネーションを誇っている。
理央、美乃梨とは共に「黄金世代のパートナー」として仲が良く、三人でよく女子会を行っている。
2年後編では咲本とのペアでプロとして世界でも活躍している。

#### ゴールドダンススタジオ
畔田 満影（くろだ みちかげ）：☆
高校二年生。奈緒美のリーダー。
ガラが悪く悪人面だが、ダンスにかける熱意は人一倍。ダンス歴は長く、幼少時は「天才ダンス少年」としてテレビに取り上げられていた。過去の大会において、ダンスを始めたばかりの八巻が自分に近い成績を修めたことから彼の才能に嫉妬しており、勝手にライバル視している。しかし当の八巻には脇役（モブ）呼ばわりされている上にまるで歯牙にもかけられていない。
番外編では、実家がレストランであることが判明しており、自身も料理が得意。
2年後編では、仙崎とともにプロとして活動している。
作者の後続作品『ポンコツ風紀委員とスカート丈が不適切なJKの話』で宮大工、金龍院とともにダンス教室の講師としてゲスト登場。生徒からは「イキリ色黒童帝」と呼ばれつつ人気を得ている。
仙崎 奈緒美（せんざき なおみ）：☆
高校二年生。満影のパートナー。耳まで出したショートボブが特徴。
性格はフランクな方で、暴走しがちな満影のブレーキ役兼いじり役。八巻のことは特に悪く思っておらず、秋子とも普通に仲が良く、試合時には秋子と同様に露出度の高い服を着ている。
2年後編では、満影とともにプロとして活動している。
宮大工 勇太（みやだいく ゆうた）：〇
高校一年生。柏のリーダー。
背が高く大人の風格があり、土屋からは当初同い年と思われていなかった。冷静な口調と態度を崩さない固い性格で自分の考えはストレートに口にするため、御木や柏からはそれを咎められることもある。長い手足で繰り出す大きく優雅なムーブメントが特徴で、「まさにTHE社交ダンス」と評される。
普段はほとんど無表情で、目を開けたまま寝ていたこともある。演技中も無表情で通していたが、土屋と亘理のダンスに触れてダンスに対する楽しさを再確認したことで、笑顔を意識して踊れるようになる。パートナーの柏と共にメキメキと実力を上げており、全国大会の前哨戦では先輩の金龍院ペアを抜いて、準優勝を果たす。全国大会本番でも、土井垣ペアと咲本ペアに次いで入賞する。
高二の全国大会では、スタンダード部門優勝を果たす。2年後編では、全国大会の連覇に挑む。
人気投票では4位。
作者の後続作品『ポンコツ風紀委員とスカート丈が不適切なJKの話』で畔田、金龍院とともにダンス教室の講師としてゲスト登場。「春太」という名の子供がおり、生徒からは「子煩悩冷酷鉄仮面」と呼ばれ愛されている。
柏 小春（かしわ こはる）：〇
高校一年生。宮大工のパートナーで同じく背が高い。落ち着いた少し控えめな性格。
宮大工とは小学生時代から8年ペアを組んでおり、「勇太くん」と下の名前で呼んでいる。基本的にしっかり者で、周りとの軋轢を生みやすい宮大工をたびたび諭しているが、「これからもずっと（ダンスの）パートナーでいて欲しい」と彼に言われたのを、「一生（＝ずっと）のパートナー」だと早とちりして顔を真っ赤にするなど、天然なところもある。他のキャラに比べクセは強くないが、読者からの支持は高い。
2年後編でも、宮大工の発言に対するフォローぶりは健在である。
人気投票では6位。
金龍院 貴正（きんりゅういん たかまさ）：〇
高校三年生。美乃梨のリーダー。ゴールドダンススタジオのスポンサー会社・金龍院建設の御曹司である。
土屋ほどの身長で太ましく、顔のパーツが中心に寄っておりそこだけイケメンという異貌。元々は痩せ型の虚弱体質でよく倒れていたが、猛烈に食べる事により太ましい体となった代わりに健康になった。それ以来、身体の代謝が活性化したらしく、激しいダンスを少々踊れば顔が痩せたり一瞬で気化するほど大量の汗をかいたりすることがあるが、当人にはそれが調子の良い証拠だという。
抜群の安定感や全くブレない基本足型を武器とし、土井垣・咲本と共に「黄金世代」の一人と呼ばれる。自分の実力に自信があるためか、誰に対しても常に余裕のある態度で接している。さらに、土屋と亘理をきっかけとして宮大工が成長したのを目の当たりにした際は、その二人がライバルである土井垣の後輩にも関わらず感謝を抱くなど、人格者の面も持つ。
親の会社を継ぐ修行のため、高三冬の大会を最後に競技ダンスからは一旦退いている。
痩せているときの正面顔は、はっきり描かれない（口元で見切れているか、後ろ顔で描かれている場合が多い）。
作者の後続作品『ポンコツ風紀委員とスカート丈が不適切なJKの話』で畔田、宮大工とともにダンス教室の講師としてゲスト登場。生徒からは「貴公子」と呼ばれ黄色い声援を受けている。
神宮寺 美乃梨（じんぐうじ みのり）：〇
高校三年生。金龍院のパートナー。おっとりした不思議な空気感を持つ女性。
金龍院とは中学時代からの親交で、金龍院が健康体に向かっていくきっかけにもなった。金龍院のことは「金龍院さん」（プライベートでは「貴正さん」）と呼んでいる。
理央には「のりちゃん」とあだ名で呼ばれており、沙羅とも仲が良い。
美乃梨自身も、高三冬の大会を最後に競技ダンスからは一旦退いている。

#### 芸能界
花園 亮（はなぞの あきら）：〇→☆
アイドルグループ『テストステロン』のメンバーで17歳。『ゾノきゅん』のニックネームで呼ばれている。テレビ番組の企画で競技ダンスに挑戦することになり、本人は地方の小さい大会に出場したかったが、テレビ局の思惑でいきなり全国大会であるオールジャパンジュニアダンススポーツカップに出場することになる。
社交ダンスを始めて間もないこともあり、技術は拙いが、恵美のリードで素人目からは普通に踊っているように見えている。しかし、本人はそれに気付いておらず、自分が上手く踊れていると思い込んでいる。
2年後編でも、恵美とのペアは継続している。ラテンダンスに転向して以降は、力を付け初め、プロのライセンスを取得するまでに至った。
御木 恵美（みき めぐみ）：〇→☆
高校二年生。御木清斗の姉で、かつて弟とペアを組みジュニアチャンプになった経歴を持つ実力者であったが、ある日突然「アイドルを目指す」という理由で弟とのペアを解消し、オーデションを受けアイドルグループ『代官山83』のメンバーになる。ジュニアチャンプであったことから、花園のパートナーに抜擢され、本人もグループの中の大勢からの脱却を目指して大会に参加する。
元ジュニアチャンプであった実力は確かで素人の花園をリードしているが、一方でブランクによる技術の衰えも自覚している。
2年後編でも、花園とのペアは継続している。

### その他の人物
玄人おじさん（くろうとおじさん）
試合の場面でたびたび登場する観客のおじさん。本人はダンスをした経験は無いが、長い間ダンスを鑑賞し続けており、突発的に出てきては演技への感想を述べたり、読者に優しい解説をしてくれたりする。
葉澄・リンデンブルグ（はすみ・リンデンブルグ）
土井垣真澄の姉（次女）で、ドイツ人と国際結婚したためリンデンブルグ姓になっている。かつて、アジアダンス選手権でファイナリストになった経験もある優秀なプロダンサーで、現在は競技大会からは退き、レッスンプロとして活動している。暇な時に真澄や理央にコーチしていて、その縁からダンス部の合宿の際に臨時コーチを頼まれる。全国大会以降もダンス部のコーチを継続することになった。
2年後編では、離婚したため土井垣姓に戻っている。
土井垣佳澄（どいがき・かすみ）
土井垣真澄の姉（三女）で、東京のタワーマンションに一人暮らし中。競技ダンス部が大会出場で上京した際、自宅を宿泊場所として提供し、弟が高校を卒業した後も競技ダンス部が大会出場で上京する度に自宅を宿泊場所として提供する等協力している。コミックス6巻収録の番外編3にのみ登場する。
真澄の姉は5人いることが明かされているが、長女・四女・五女は名前・容姿とも不明。
巨勢 たつや（こせ たつや）
みちるの夫で、職業はサラリーマン。（少なくとも高校までは）サッカー少年だったこともあり、現在は少年サッカーチームのコーチを行っている。普段からやたらとテンションが高く、ダンス部の合宿の際には自ら送迎に協力するなど気のいい男性。オールジャパンジュニアダンススポーツカップを観戦したさい、偶然隣に座っていた玄人おじさんにダンスのことを色々聞いている内に意気投合し、大会終了後に酒を飲みに行っている。みちると同じく『こがねいろ』からのスピンオフキャラである。
STEP.67で、観客席にいた巨勢の眉毛が『こち亀』の両津勘吉風になっていたが、これは雑誌掲載時に同作が最終回を迎えたため。横田の次作である『シューダン!』にも登場する。
タツ 小竹（たつ こたけ）
『伝説のラテンチャンプ』と呼ばれる、ダンス界では知られた人物で、現在はダンススクールを運営している。高校卒業後、プロダンサーを目指すことを決めた章と秋子を自身のダンススクールに講師として雇い入れ、それと共に二人を指導している。口では素気ないが二人の素質を期待しており、それ故にプロとしての自覚に欠け、競技会で惨敗した章と秋子に対しその姿勢を厳しく叱っている。
相模原 総二郎（さがみはら そうじろう）：〇
2年後編のみに登場。全日本チャンプで、大八木のリーダー。年齢は2年後編時点で27歳。咲本組・土井垣組を凌ぐ実力の持ち主だが、後輩である彼らに注目が集中しているのを快く思っていない。
大八木 桜（おおやぎ さくら）：〇
2年後編のみに登場。全日本チャンプで、相模原のパートナー。年齢は2年後編時点で26歳。京都弁なまりの口調が特徴。咲本組・土井垣組については、相模原とは違い悪く思っていない様子。

## 用語
競技ダンス
詳しくは『競技ダンス』を参照。
男女がカップル（ペア）となってダンスの技術を競うスポーツ。男が「リーダー」として「パートナー」の女をリードする。
大きく分けて2部門10種目があり、試合ではそれぞれ5種目の総合点数で順位が決まるが、「単科戦」という1種目ごとに参加できる形式もある。
スタンダード部門
「モダン」とも呼ばれる。ワルツ、タンゴ、スローフォックストロット、クイックステップ、ウィンナーワルツの5種目。
カップルが向き合いしっかりホールドして踊る優雅なダンス。
ラテンアメリカン部門
通称「ラテン」。チャチャチャ、サンバ、ルンバ、パソドプレ、ジャイブの5種目。
カップルがくっついたり離れたりと自由度が高く、大胆で情熱的なダンス。
両方の部門で参加も出来、合わせて10種目踊れることから「10（テン）ダンサー」と呼ばれる選手もいる。
御木曰く、競技ダンスをしている人自体それ程多くないため、齢の近い競技者は「大体皆顔見知り」であるという。
ぶさパンダ
作品世界で人気の、パンダをデフォルメしたキャラクター。常に三角形型の口と、その周りに描かれたほうれい線のようなものが特徴のデザイン。Tシャツ、LINEスタンプ、ぬいぐるみ等で作中の至る場所に登場する。
鹿鳴館高校
略して「鹿高（しかこう）」。主人公たちの通う高校。みちるも卒業生である。
オールジャパン・ジュニアダンススポーツカップ
毎年夏に開催される、競技ダンスの全国大会。
つちわたブースト
土屋＆亘理ペアの「必殺技」。クイックステップのオリジナル振り付けで、全国大会に向けて夏合宿で生み出した。他の組がまだホールドを組んでいる段階から動きだし、ウィスク➝ステップホップ➝シャッセ➝ラン（対角線上にフロアを突っ切る）➝ジャンプ➝ステップ➝ジグザグ➝オープンナチュラル➝アウトサイドチェンジ➝テレスピン➝ハイホバーで静止という流れ。技名は土屋によるもの。
黄金世代
ユース世代のトップ選手である土井垣真澄、咲本譲治、金龍院貴正の3人のことを指す。
いずれも常識外れな容姿を持ち、才能あふれる後輩を率いている。ダンス以外の趣味は3人とも特に無いらしい。
元々は相模原たちの世代を指していたが、相模原曰く、いつの間にか土井垣たちを指す言葉に変わっていたとのこと。
金色のツバメたちへ
バラエティ番組。略して「金ツバ」。花園と恵美はこの番組の企画で、全国大会に出場することになる。

## 読み切り版
『競技ダンス部へようこそ』のタイトルで『週刊少年ジャンプ』2011年46号に掲載された。単行本最終巻に収録。キャラクターは連載版と同じだが、絵柄は微妙に異なる。土屋と亘理が入部してから文化祭で踊るまでが描かれている。掲載後、2011年50号にて『ONE PIECE』の作者である尾田栄一郎が本誌の巻末コメントで「この前のダンスの読み切りすごいよかった。慌てず頑張って下さい!!」と絶賛した。

## 関連作品
こがねいろ
作者の横田が『週刊少年ジャンプ』2012年27号から29号にかけて短期連載した。『シューダン』第4巻（ジャンプコミックス, 2018）に収録。
大学受験をテーマとした作品。巨勢みちると夫の巨勢たつやは元々この作品の登場人物（準ヒロインと準主人公）であり、学生時代の二人が描かれている他、主人公の男女二人の名前も『背すじをピン!と』の中に登場している。

## 書誌情報
- 横田卓馬 『背すじをピン!と〜鹿高競技ダンス部へようこそ〜』 集英社〈ジャンプ・コミックス〉、全10巻
  1. 「競技ダンス部へようこそ」2015年11月9日発行（11月4日発売[集 1]）、ISBN 978-4-08-880556-6
  2. 「いざ初試合!」2015年12月9日発行（12月4日発売[集 2]）、ISBN 978-4-08-880557-3
  3. 「What Makes You Beautiful」2016年2月9日発行（2月4日発売[集 3]）、ISBN 978-4-08-880608-2
  4. 「二度目の挑戦」2016年4月9日発行（4月4日発売[集 4]）、ISBN 978-4-08-880655-6
  5. 「楽しい地獄の夏合宿」2016年6月8日発行（6月3日発売[集 5]）、ISBN 978-4-08-880691-4
  6. 「最強の二人」2016年8月9日発行（8月4日発売[集 6]）、ISBN 978-4-08-880752-2
  7. 「ちょっとだけ勇気を出せば」2016年10月9日発行（10月4日発売[集 7]）、ISBN 978-4-08-880793-5
  8. 「ラストダンスに思いのせて」2016年12月7日発行（12月2日発売[集 8]）、ISBN 978-4-08-880824-6
  9. 「バトンタッチ」2017年2月8日発行（2月3日発売[集 9]）、ISBN 978-4-08-881005-8
  10. 「私からキミへ」2017年4月9日発行（4月4日発売[集 10]）、ISBN 978-4-08-881050-8